# Sosnivka, Malîn
Sosnivka (în ucraineană Соснівка) este un sat în comuna Horîn din raionul Malîn, regiunea Jîtomîr, Ucraina.

## Demografie
Componența lingvistică a localității Sosnivka
     Ucraineană (95,45%)
     Rusă (2,27%)
     Belarusă (2,27%)
Conform recensământului din 2001, majoritatea populației localității Sosnivka era vorbitoare de ucraineană (95,45%), existând în minoritate și vorbitori de rusă (2,27%) și belarusă (2,27%).